# Stade Abdelhamid-Bouteldja
 (juin 2025).
Motif : aucune source secondaire
- Archive Wikiwix
- Bing
- Cairn
- DuckDuckGo
- E. Universalis
- Gallica
- Google
- G. Books
- G. News
- G. Scholar
- Persée
- Qwant
- (zh) Baidu
- (ru) Yandex
- (wd) trouver des œuvres sur Wikidata

| 1. | Préciser le motif de la pose du bandeau. | Précisez le motif de la pose du bandeau en utilisant la syntaxe suivante : {{admissibilité à vérifier\|date=août 2025\|motif=remplacez ce texte par le motif}}                                  |
| 2. | Informer les utilisateurs concernés.     | Pensez à avertir le créateur de l'article, par exemple, en insérant le code ci-dessous sur sa page de discussion : {{subst:avertissement admissibilité à vérifier\|Stade Abdelhamid-Bouteldja}} |

Pour les articles homonymes, voir Bouteldja.
Le stade Abdelhamid-Bouteldja est un stade de football situé dans la ville de Hamadi Krouma, en Algérie. Il est le stade résident du Widad Jeunesse Skikda.
Il est inauguré en 1997 à l'occasion du jubilé de Aïssa Draoui.
Il est fermé depuis 2019 faute d'entretien mais un projet de réhabilitation et d'agrandissement est en cours.